# Maucourt-sur-Orne
Maucourt-sur-Orne – miejscowość i gmina we Francji, w regionie Grand Est, w departamencie Moza.
Według danych na rok 1990 gminę zamieszkiwały 44 osoby, a gęstość zaludnienia wynosiła 7 osób/km² (wśród 2335 gmin Lotaryngii Maucourt-sur-Orne plasuje się na 1001. miejscu pod względem liczby ludności, natomiast pod względem powierzchni na miejscu 896.).